# Тоголезская федерация футбола
Тоголе́зская федера́ция футбо́ла (фр. Fédération Togolaise de Football) — организация, осуществляющая контроль и управление футболом в Того. Располагается в Ломе. ТФФ основана в 1962 году, вступила в ФИФА в 1964 году, а в КАФ — в 1969 году. В 1975 году стала членом-основателем Западноафриканского футбольного союза. Федерация организует деятельность и управляет национальными сборными по футболу (мужской, женской, молодёжными). Под эгидой федерации проводится чемпионат страны и многие другие соревнования.